# Номо, Хидэо
Хидэо Номо (яп. 野茂 英雄 Номо Хидэо, 31 августа 1968, Осака) — японский бейсболист и тренер, играл на позиции питчера. В Японской лиге выступал за клуб «Кинтэцу Баффалос». В 1990 году был признан лучшим новичком и самым ценным игроком Тихоокеанской лиги, а также получил приз Эйдзи Савамуры лучшему питчеру сезона. С 1995 по 2008 год играл за ряд клубов Главной лиги бейсбола. Участник Матча всех звёзд 1995 года, обладатель приза Новичку года в Национальной лиге. Сыграл два ноу-хиттера. В 2014 году был избран в Зал славы японского бейсбола. Хотя не был первым японским бейсболистом в Америке, Номо часто приписывают открытие дверей для японских игроков в МЛБ из-за его звездного статуса.

## Биография

### Ранние годы и карьера в Японии
Хидэо Номо родился 31 августа 1968 года в Осаке. Его родители Сидзуо и Каёко относились к рабочему классу. В бейсбол Номо начал играть в пять лет вместе с отцом. Во время учёбы в школе он придумал особую стойку и замах перед подачей, за которые его позже прозвали «Торнадо». В то время он выделялся скоростью своей подачи и нестабильным контролем мяча. Школу Номо окончил в 1987 году. Скауты профессиональных клубов не проявили к нему интереса, и он начал играть за полупрофессиональную команду «Син-Нитэцу Сакаи», игравшую в корпоративной лиге.
В 1988 году Номо был включён в состав сборной Японии, которая заняла второе место на выставочном бейсбольном турнире во время Олимпиады в Сеуле. После успешного выступления он получил восемь предложений от клубов Японской лиги и подписал контракт с «Кинтэцу Баффалос». Бонус игроку составил 100 млн иен, в команде гарантировали, что не будут возражать против его необычного стиля подачи.
В своём дебютном сезоне Номо, используя подачи форкбол и фастбол, одержал восемнадцать побед при восьми поражениях. Его показатель пропускаемости 2,91 стал лучшим в лиге. По итогам чемпионата он был признан Новичком года и Самым ценным игроком Тихоокеанской лиги, а также получил приз Эйдзи Савамуры лучшему питчеру сезона. В течение трёх следующих сезонов Номо неизменно был лучшим в лиге по числу побед и сделанных страйкаутов.
С американским бейсболом его познакомил его партнёр по команде Масато Ёсии. В 1990 году Номо в составе сборной японской лиги сыграл против команды звёзд МЛБ во время серии выставочных матчей. Питчер Рэнди Джонсон, оценив его выступление, на одном из совместных ужинов сказал, что Номо должен играть в Северной Америке.
Перед началом сезона 1994 года в «Баффалос» сменился тренер. Новый наставник команды Кеиси Судзуки во время тренировок давал очень большие нагрузки. В результате Номо большую часть чемпионата пропустил из-за травм и провёл на поле только 114 иннингов, вдвое меньше, чем в 1993 году. После этого он ещё больше задумался о переезде в США. Помогли ему в этом агенты Дон Номура и Арн Теллем, нашедший лазейку в типовом контракте, который подписывали японские игроки. По его условиям права на завершивших карьеру игроков оставались у их предыдущих клубов, но не было никаких оговорок для тех, кто объявлял об окончании выступлений и уезжал играть в другие страны. В конце 1994 года 26-летний Номо объявил об уходе из бейсбола.

### Лос-Анджелес Доджерс
Приехав в США, Номо был на собеседованиях в нескольких клубах лиги и в феврале 1995 года подписал контракт с «Лос-Анджелес Доджерс». Карьеру в Северной Америке он начал в команде AA-лиги Сан-Антонио Мишнс, где тренером питчеров был Луис Тиант, ранее бросавший в схожем с Номо стиле. Он помог его адаптации. Уже 2 мая 1995 года он впервые вышел на поле в составе «Доджерс». Номо стал вторым уроженцем Японии в Главной лиге бейсбола после Масанори Мураками, игравшего в 1960-х годах. Он отлично провёл июнь, выиграв шесть матчей при одном поражении с пропускаемостью 1,99. В конце месяца японский питчер сыграл два подряд «сухих» полных матчах, сделав по 13 страйкаутов в каждом, чего ранее не удавалось ни одному игроку «Доджерс». В июле Номо вышел в стартовом составе команды Национальной лиги на Матч всех звёзд.
Японская газета «Майнити симбун» писала, что «игра Номо перестроит образ японского народа в американском сознании». Высказывались мнения, что он поможет улучшению отношений между двумя странами. Историки бейсбола сравнивают его появление в лиге с визитом Бейба Рута в Японию в 1934 году. Тогда посол США заметил, что один Рут лучше, чем сотня дипломатов.
Сезон 1995 года Номо завершил с тринадцатью победами при шести поражениях, показателем пропускаемости 2,54. С 236 страйкаутами он стал лучшим в лиге. В среднем за 9 иннингов он выбивал 11,101 бэттеров, повторив рекорд Сэнди Коуфакса 1964 года в 10,564 выбитых бэттеров за 9 иннингов. Его признали Новичком года в Национальной лиге. По итогам голосования Номо опередил восходящую звезду «Атланты» Чиппера Джонса. В 1996 году он выиграл шестнадцать матчей при одиннадцати поражениях, проведя на поле рекордные для себя 228 1/3 иннингов. Семнадцатого сентября Номо сыграл ноу-хиттер в выездном матче против «Колорадо Рокиз» на стадионе «Курс-филд», самом благоприятным для бьющих в лиге из-за своего высокогорного положения. На тот момент «Рокиз» лидировали в лиге по числу хоум-ранов, три игрока команды имели на своём счету по 40 и более таких ударов. Следующим игроком «Доджерс», сыгравшим ноу-хиттер, стал Джош Беккет 25 мая 2014 года.
В 1997 году Номо установил рекорд лиги, достигнув отметки в 500 страйкаутов за 444 2/3 иннинга. Позже это достижение было побито Керри Вудом. В июле в одном из матчей Номо получил травму локтя после попадания мячом. Её последствия сказались на дальнейшей карьере питчера. После завершения сезона ему сделали операцию. В 1998 году ажиотаж вокруг Номо начал стихать. Его результаты ухудшились. Он выиграл лишь два матча при семи поражениях, пропускаемость выросла до 5,05. Затем его вывели из расширенного состава «Доджерс» и клуб начал искать варианты для обмена. В июне Номо перешёл в «Нью-Йорк Метс».

### Дальнейшая карьера
Смена обстановки не помогла Номо. Он доиграл сезон на том же уровне, а весной 1999 года «Метс» отчислили его, решив сделать ставку на Орела Хершайзера. Он подписал контракт игрока младшей лиги с «Чикаго Кабс». После трёх матчей Номо за фарм-клуб AAA-лиги, тренер питчеров Рик Краниц заявил, что «не видит причин, по которым он не мог бы подавать в Главной лиге бейсбола». Однако в руководстве «Кабс» решили иначе и отчислили игрока.
Номо подписал контракт с «Милуоки Брюэрс», где и провёл сезон 1999 года, выиграв двенадцать матчей при восьми поражениях. В сентябре он сделал 1000-й страйкаут в своей карьере. После окончания чемпионата он не договорился с клубом о долгосрочном контракте и вновь стал свободным агентом. Позже Номо подписал годичное соглашение с «Детройтом». В чемпионате 2000 года он выиграл восемь матчей, проиграв двенадцать, и стал лучшим в команде по количеству сделанных страйкаутов.

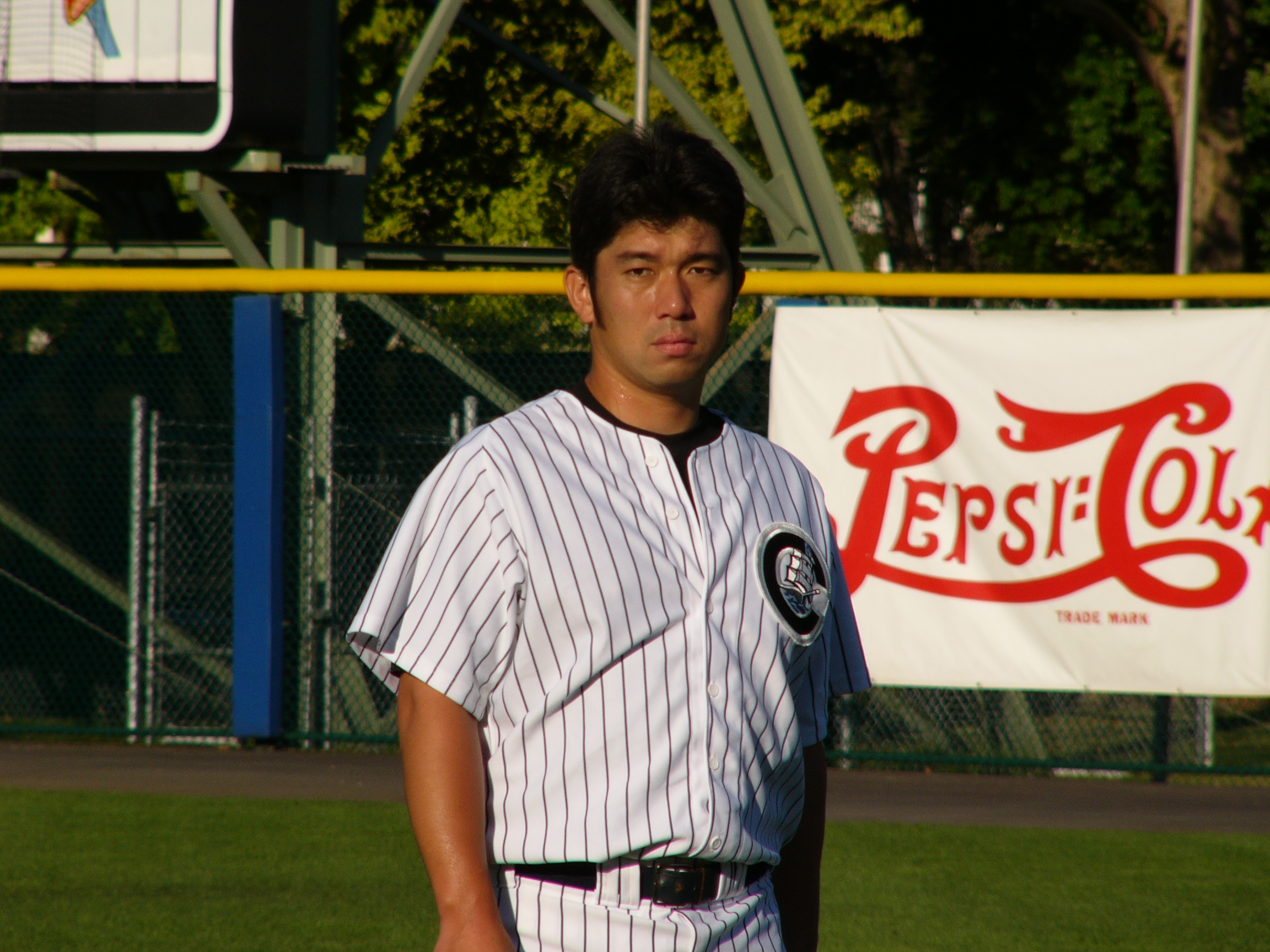
Номо в составе «Коламбус Клипперс», фарм-клуба «Нью-Йорк Янкис», 2005 год.

В «Детройте» Номо тоже не предложили новый контракт. Его отчислили, после чего он стал игроком «Бостон Ред Сокс». Четвёртого апреля 2001 года он сыграл второй в карьере ноу-хиттер в выездном матче с «Балтимором». После нескольких сложных лет он провёл хороший чемпионат, выиграв тринадцать матчей при десяти поражениях. По итогам года Номо стал лидером Американской лиги с 220 страйкаутами. «Ред Сокс» предложили ему контракт на три года с общей суммой 19 млн долларов, но он предпочёл вернуться в «Доджерс».
В сезонах 2002 и 2003 годов он выигрывал по шестнадцать матчей. Второй из сезонов Номо завершил с пропускаемостью 3,09, одной из лучших в карьере в США. Несмотря на его успешную игру, «Доджерс» дважды не смогли выйти в плей-офф. В последующее межсезонье ему сделали операцию на вращательной манжете плеча, после чего скорость фастбола Номо резко упала. Чемпионат 2004 года он провёл неудачно, на некоторое время его даже перевели в команду AAA-лиги. После его окончания Номо был отчислен.
Перед стартом сезона 2005 года он подписал контракт игрока младшей лиги с «Тампой-Бэй Девил Рейс», рассчитывая пробиться в состав и одержать двухсотую в карьере победу — на тот момент у него их было 196. Своей цели Номо достиг в июне. Это принесло ему членство в клубе «Меикюкаи» или «Золотые игроки», куда входят полевые игроки, выбившие 2 000 хитов, и питчеры, одержавшие 200 побед. Это стало для него главным положительным моментом года. К середине сезона у Номо было пять побед при восьми поражениях и пропускаемость 7,24. Клуб отчислил его, сделав ставку на молодых игроков. С драфта отказов его забрали «Нью-Йорк Янкис», но играл Номо только за фарм-клуб ньюйоркцев.

### Завершение выступлений
В 2006 году Номо подписал контракт с «Чикаго Кабс», но сыграл лишь один матч на уровне AAA-лиги и был внесён в список травмированных. В июне его отчислили. Он не играл шестнадцать месяцев, вернувшись на поле только в октябре 2007 года в составе венесуэльского клуба «Леонес дель Каракас». Проведя зиму в Южной Америке, в январе 2008 года Номо стал игроком «Канзас-Сити Роялс». Он сыграл за клуб три матча и в конце апреля был отчислен. В июле питчер объявил о завершении спортивной карьеры.

### Возвращение в Японию
Закончив играть, Номо вернулся на родину. В 2009 году он работал с питчерами клуба «Орикс Баффалос», за который выступал в начале 1990-х годов. В 2010 году он консультировал тренерский штаб команды «Хиросима Карп» и вложил свои средства в одну из команд Индустриальной лиги. После этого Номо начал заниматься организацией турниров для молодых игроков, чтобы они получили возможность познакомиться с бейсболом в США.
В 2014 году его избрали в Зал славы японского бейсбола. По итогам голосования Номо набрал 82,4 % голосов. До него с первого раза в Зал славы были избраны только два игрока: Виктор Старффин и Садахару О. Номо также стал самым молодым игроком, избранным в Зал славы. На тот момент ему было 45 лет и 4 месяца.
Перед сезоном 2016 «Сан-Диего Падрес» наняли Номо в качестве советника по бейсбольным операциям, чтобы помочь клубу в развитии игроков и расширить их международный профиль. Дэвид Беднар заявлял, что научился сплиттеру от японского питчера.

## В популярной культуре
В 1996 году на лейбле GNP Crescendo Records Джеком Шелдоном была записана написанная Марвином Хэмлишем и Аланом и Мэрилин Бергманами песня There's No One Like Nomo, посвящённая Хидэо. Отсылки на Номо в своих треках делали рэперы Pusha T, Wale и Street Life. Профессиональный рестлер Митсухиде Хирасава выбрал своё прозвище Хидео Сайто также отсылаясь к Номо.
В 10 серии аниме Покемон Джеймс кидает покебол точно так же, как подавал свои подачи Номо, в то время выступавший за «Доджерс».